# Христофор Колумб
Христофор Колумб (на италиански: Cristoforo Colombo; на испански: Cristóbal Colón; на португалски: Cristóvão Colombo; на латински: Christophorus Columbus) е генуезки мореплавател и търговец, прекосил Атлантическия океан и достигнал Америка на 12 октомври 1492 г. под флага на Кастилия. Той вярвал, че Земята е по-малка сфера и твърдял, че може да достигне Далечния изток, като пътува от Европа само на запад.

## Ранни години (1451 – 1484)
Роден е вероятно между 26 август и 31 октомври 1451 г. в Сан Стефано – предградие на Генуа в днешна Италия, в семейството на тъкача Доминико Коломбо. Малкият Колумб вероятно е учил в училище, издържано от цеха на тъкачните текстилци, където освен тъкачество изучава четене, писане и елементарна космография. В периода 1470 – 1473 г. бащата на Колумб се заема с търговия и той взема участие в нея. Според някои изследователи той търгувал с вино по Лигурийското крайбрежие и всъщност тогава получава първите си уроци по мореплаване. На това се дължи и опитът му в каботажното плаване, демонстриран при обиколките на големите Антилски острови.
През 1474 г. постъпва на служба в търговската къща „Чентурионе и Негро“ и участва в плаване до остров Хиос в състава на търговска флотилия. През 1475 г. участва във второ плаване до Хиос и прекарва зимата на острова. Оттам е натоварена мастика, която трябва да се продава във Фландрия. През август 1476 тръгва на път за Фландрия с конвой, включващ четири генуезки и един фламандски кораб. На 13 август те са нападнати от френски пирати при нос Сан Винсенти. Корабът, с който пътува Колумб, е потопен и той се добира до брега при град Лагуш, където жителите му помагат да достигне до Лисабон.
В края на 1476 г. (не е точно установено) се жени за Фелипа Монис ди Перестрелу, чийто дядо бил сподвижник на Енрике Мореплавателя и получава от него титлата капитан-донатарий на о-в Порту Санту. През периода 1476 – 1484 живее в Лисабон и на португалските острови Мадейра и Порту Санту. През 1477 г. пътува с генуезки кораб до Англия (вероятно като част от задълженията му към фирмата на Чентурионе и Негри). Във връзка с това пътуване съществуват мнения, че е пътувал и до островите Исландия и Ян Майен в северния Атлантик, но това е доста съмнително. През 1478 – 1479 пребивава основно на остров Порту Санту, като в същото време продължава да изпълнява задълженията си към генуезката фирма на Чентурионе и Негри. Запазени са сведения за участието му в сделка за доставка на захар, при която той е обвинен в злоупотреба и се налага да пътува до Генуа през 1479, за да докаже своята невинност. При връщането си от Генуа вероятно взема със себе си и брат си Бартоломей, с когото в Лисабон отварят работилница за изработка на карти и картографски материали. Вероятно по това време се заражда и идеята му за Западния път.

## Проект за далечно плаване (1484 – 1492)
По време на престоя си в Лисабон (най-голямото Европейско пристанище по това време) и на островите Мадейра, той има възможност да събере ценни сведения за мореплаването в Атлантическия океан, за ветровете и теченията. През 1484 участва в плаване до форт Ла Мин в Гвинея (дн. Такоради в Гана). По това време Колумб вече може да се счита за опитен мореплавател, тъй като е пропътувал почти всички по-важни маршрути, познати на европейските моряци по това време – Средиземноморието, Атлантическото крайбрежие на Европа и Африка.
Като се базира на античното учение за сферообразната форма на Земята и на неверни изчисления на учени от XV век, той съставя проект за западния, според неговото мнение, най-кратък морски път от Европа до Индия. По това време той поддържа кореспонденция с известния за времето си флорентински учен Паоло Тосканели, който подкрепя неговата идея. В началото на 1484 г. предлага проекта си на португалския крал Жуау II. След дълго забавяне кралят предава проекта му на съвет от учени, които трябва да преценят неговата целесъобразност. Този съвет се състои от 4 известни за времето си астрономи и картографи, сред които е и германецът Мартин Бехайм. Съществуват предположения, че тези учени са се усъмнили (и с право) в изчисленията на Колумб и това е било основният им мотив да отхвърлят проекта. В началото на 1485 г. съветът дава отрицателното си мнение на краля и той отхвърля проекта на Колумб. Малко по-късно умира жена му Фелипа и през лятото на същата година той решава да се премести в Кастилия. Там с поддръжката на „католическите крале“ Фердинанд II Арагонски и Изабела I, както и на андалуски търговци и банкери, организира правителствена океанска експедиция.

## Експедиции до Америка (1492 – 1504)
В периода между 1492 и 1504 Христофор Колумб предприема четири изследователски експедиции по указ на испанския крал. Събитията по време на тези експедиции той описва в бордовите си дневници. Оригиналите на тези дневници не са запазени, но испанският свещеник-доминиканец Бартоломе де Лас Касас прави частично копие, което достига до наши дни и благодарение на което стават известни много детайли за описаните експедиции.

### Първа експедиция (1492 – 1493)
Първата експедиция е с екипаж от 90 души на корабите „Санта Мария“ (100 t), на който Колумб издига своя адмиралски флаг, „Пинта“ (около 60 t) с капитан Мартин Алонсо Пинсон и „Ниня“ (около 50 t) с капитан Висенте Янес Пинсон.

#### Преход през Атлантика и откриване на Бахамите
Корабите потеглят на 3 август 1492 г. от Палос, спират на Канарските острови за ремонт на „Пинта“ и потеглят от там на запад на 6 септември. Първите три дни цари затишие, но през следващите излиза попътен вятър и корабите бързо напредват на запад. Колумб разбира, че тревогата на екипажа ще се увеличава с непрекъснатото отдалечаване от родината и решава да отбелязва в корабния дневник занижени данни за плаването, а истинските ги записва в свой таен дневник. На 10 септември в неговия дневник са записани 60 левги (360 km) за денонощие, а в официалния – 48 левги. Подобни записки продължават и през следващите дни. На 16 септември забелязват множество туфи зелени водорасли в морето и през следващите три седмици флотилията се придвижва на запад през това странно морско пространство. Така Колумб открива Саргасово море.
В началото на октомври моряците и офицерите настойчиво искат да се промени курсът на югозапад, но едва на 7 октомври Колумб се съгласява, вероятно опасявайки се от метеж на корабите. Минават още три дни и се появяват първите птици около корабите, явен признак за наличие на суша. В 2 часа през нощта на 12 октомври 1492 г., 33 дни след потеглянето им от Канарските острови, морякът Родриго де Триана забелязва на запад земя, която сутринта всички разглеждат с възхищение. Колумб нарича острова Сан Салвадор („Светият Спасител“), като отбелязва, че според местните жители името му е Гуанахани (24°02′ с. ш. 74°30′ з. д. / 24.033333° с. ш. 74.5° з. д.). Кой точно остров от Бахамските острови е бил първата открила се пред очите на моряците земя, остава загадка. Най-вероятно това е настоящият остров Сан Салвадор, официално именуван така през 1925 г. От корабите спускат лодка и Колумб, заедно с другите двама капитани, нотариус и кралски контрольор слизат на брега, забиват кастилското знаме, встъпват във владение и съставят съответния нотариален акт. На острова испанците виждат голи хора и Колумб описва първата си среща с араваките – народ, който след 20 – 30 години ще бъде напълно изтребен от колонизаторите:
| „ | Те с плуване достигаха до нашите лодки и ни носеха папагали, памучна прежда, земеделски сечива и много други предмети, които обменяха за дреболии, давани от нас. На мен ми се стори, че всички тези хора са бедни, ходят както майка ги е родила, в по-голямата си част са млади, добре сложени физически, лицата им са красиви, косите дълги и здрави, а цветът на кожата им кафеникав. Някои от тях имат рисунки по лицето, дрехи по тялото, а някои само около очите и носа. Не познават хладни оръжия и не знаят значението на желязото. | “ |

Тук за първи път испанците виждат „сухи листа, които се свиват на тръбичка, запалват се и димят в устите им“ – първо указание за тютюна.
От 14 до 24 октомври експедицията посещава редица острови от Бахамския архипелаг, като открива островите Рам (14 октомври, Санта Мария де Консепсион, 23°41′ с. ш. 74°52′ з. д. / 23.683333° с. ш. 74.866667° з. д.), Лонг Айлънд (17 октомври, Фернандина, 23°20′ с. ш. 75°07′ з. д. / 23.333333° с. ш. 75.116667° з. д.) и Крукед Айлънд (20 октомври, Изабела, 22°45′ с. ш. 74°14′ з. д. / 22.75° с. ш. 74.233333° з. д.).

#### Откриване на Куба и Хаити
От индианците на Бахамските о-ви моряците чуват за голям и богат остров на юг, който те наричат Куба, и на 24 октомври флотилията се устремява натам. На 28 октомври виждат брега на Куба и акостират в залива Бариай (21°04′ с. ш. 76°01′ з. д. / 21.066667° с. ш. 76.016667° з. д.). Колумб решава, че се намира на един от полуостровите на Източна Азия. На следващия ден испанците се придвижват на 60 km на северозапад покрай брега на Куба, като очакват срещи с китайски джонки. Много рядко попадат на малки села. Адмиралът изпраща двама души, знаещи арабски език, да завържат търговски отношения с местното население, но никой не разбира езика им. Посланиците се отдалечават малко по-навътре от брега и намират разработени ниви и селища със стотици жители и домове, построени от тръстика. От отглежданите растения европейците познават само памука, а останалите – тютюн, царевица и картофи – виждат за първи път. Предполага се, че тогава Европа за първи път се е запознала с каучука, а първият европеец, усетил вкуса на ванилията, е Христофор Колумб.
Корабите се нуждаят от ремонт и флотилията прекарва 12 дни в залива Хибара (21°06′ с. ш. 76°07′ з. д. / 21.1° с. ш. 76.116667° з. д.). По време на ремонта Колумб научава от местните индианци, че на изток има остров, на който хората „събират злато по брега“ и на 13 ноември поема обратно на изток. На 20 ноември „Пинта“ се изгубва от погледите на другите два кораба и Колумб заподозрява измяна, че Мартин Алонсо Пинсон иска лично да открие „златния бряг“. Още две седмици двата кораба плават на изток и на 5 декември достигат най-източната точка на Куба – нос Майси (20°15′ с. ш. 74°05′ з. д. / 20.25° с. ш. 74.083333° з. д.), който Колумб назовава Алфа и Омега. Същия ден той решава да продължи на изток, пресича Наветрения проток и на следващия ден открива остров Хаити, като го нарича Испаньола, поради приликата му с бреговете на Кастилия. Двата кораба бавно напредват на изток покрай северния бряг на острова. Откриват остров Тортуга (20°03′ с. ш. 72°48′ з. д. / 20.05° с. ш. 72.8° з. д.), а на 25 декември поради небрежност на вахтения моряк флагманския кораб „Санта Мария“ засяда на риф, но с помощта на местните индианци успяват да свалят от кораба ценните вещи, оръдията и припасите, а част от екипажа се премества на „Ниня“. По заповед на Колумб от останките на разбития кораб построяват форт, който наричат Навидад (Рождество), и го въоръжават със свалените оръдия и припаси за една година. Очаровани от прекрасния климат и надявайки се на бързо забогатяване, 39 испанци доброволно остават на брега, като по този начин основават първото европейско селище в Америка.
На 4 януари 1493 „Ниня“ вдига платна и излиза в морето, а след два дни се срещат с „Пинта“. Мартин Пинсон уверява Колумб, че е „напуснал флотилията противно на своята воля“ и адмиралът му повярва. Двата кораба се нуждаят от сериозен ремонт, всички вече се стремят по-бързо да се завърнат в Испания, и на 16 януари „Ниня“ и „Пинта“ излизат в открито море. Първите четири седмици плаването върви благополучно, но на 12 февруари се вдига буря, а в нощта на 14 февруари от „Ниня“ изгубват от поглед „Пинта“. С изгрева на слънцето бурята става още по-жестока и вече никой не се надява, че ще избегнат неминуемата гибел. На разсъмване на 15 февруари, когато вятърът за малко стихва, моряците виждат земя и Колумб правилно определя, че се намират до Азорските о-ви, а след четири дни спират на остров Санта Мария. На 24 февруари отново попадат в буря недалеч от Лисабон, а на 15 март се завръщат в Палос. Същия ден, малко по-късно, пристига и „Пинта“.

### Втора експедиция (1493 – 1496)
След завръщането си от първото плаване Колумб е произведен в пълен адмирал, вицекрал и управител на всички открити острови. Незабавно започва организация за втора експедиция от 17 кораба, в т.ч. три големи, като на най-големия, „Мари Галант“ (200 t) Колумб вдига адмиралския си флаг. На корабите са натоварени коне и магарета, едър рогат добитък и свине, лози от различни сортове и семена от множество селскостопански култури. В експедицията се включват, за да търсят щастието си, малка група придворни и около 200 рицари останали без работа след приключване на войната с арабите, десетки чиновници, шест монаси и множество бедняци, надяващи се на бързо забогатяване в новите земи. По различни източници на корабите се намират между 1500 и 2500 души.

#### Откриване на Малките Антили и Пуерто Рико
На 25 септември 1493 г. експедицията потегля от Кадис. На Канарските о-ви натоварват захарна тръстика и по примера на португалците, огромни кучета, специално приучени за лов на хора. От Канарските о-ви Колумб взема курс на югозапад, защото индианците на Испаньола го уверяват, че на югоизток от тях са земите на карибите, „островите на неомъжените жени“ и има много злато. Флотилията хваща попътен вятър – североизточния пасат, и за 20 дни пресича океана.
На 3 ноември 1493 г. се показва планински, покрит с гори остров, който Колумб назовава Доминика (15°25′ с. ш. 61°20′ з. д. / 15.416667° с. ш. 61.333333° з. д., 751 km²), а малко по-на север, малкия нисък остров Мари Галант (15°56′ с. ш. 61°16′ з. д. / 15.933333° с. ш. 61.266667° з. д.), на който слиза. Недалеко се виждат други острови и на 4 ноември открива големия остров Гваделупа (16°15′ с. ш. 61°30′ з. д. / 16.25° с. ш. 61.5° з. д., 1700 km²), където испанците прекарват осем дни, като слизат на брега и посещават селата на индианците и влизат в техните домове. От Гваделупа флотилията продължава на северозапад, откривайки един след друг множество острови: на 11 ноември – Монтсерат (16°45′ с. ш. 62°12′ з. д. / 16.75° с. ш. 62.2° з. д., 102 m²), Антигуа (17°05′ с. ш. 61°48′ з. д. / 17.083333° с. ш. 61.8° з. д., 442 km²) и Невис (Сен Мартен, 17°09′ с. ш. 62°35′ з. д. / 17.15° с. ш. 62.583333° з. д., 93 km²), където пускат котва за кратко; на 12 ноември – Сейнт Китс (Сейнт Кристофър, 17°21′ с. ш. 62°47′ з. д. / 17.35° с. ш. 62.783333° з. д., 169 km²), Синт Еустатиус (Санта Анастасия, 17°30′ с. ш. 62°58′ з. д. / 17.5° с. ш. 62.966667° з. д., 21 km²) и Саба (Сан Кристобал, 17°38′ с. ш. 63°14′ з. д. / 17.633333° с. ш. 63.233333° з. д., 13 km²); на 13 ноември – Санта Крус (англ. Saint Croix, /ˌseɪnt ˈkrɔɪ/, Сейнт Крои, 17°45′ с. ш. 64°45′ з. д. / 17.75° с. ш. 64.75° з. д., 250 km²). С надеждата да намери хора, които да го упътят до Испаньола, Колумб изпраща на следващия ден лодка до острова с въоръжени войници, които хващат в крайбрежното село няколко жени и деца, а на връщане към корабите се провежда първата схватка с местните кариби. На 15 ноември на север виждат земя, състояща се от 40 и повече островчета, които Колумб назовава Вирджински острови (18°25′ с. ш. 64°45′ з. д. / 18.416667° с. ш. 64.75° з. д., 497 km²). За три дни малките кораби от флотилията обикалят северните острови от архипелага, а големите – южните. Съединяват се при остров Виекес (18°07′ с. ш. 65°26′ з. д. / 18.116667° с. ш. 65.433333° з. д.) и на 19 ноември Колумб открива остров Пуерто Рико. След това корабите заобикалят от юг острова и акостират на западния му бряг на 18° 17` с.ш.

#### Откриване на Ямайка и Южна Куба
Още не достигнали до форт Навидад, матросите слизат на брега на Испаньола, за да напълнят вода и намират четири трупа, като един от тях е на европеец. На 27 ноември през нощта флотилията наближава форта и дава сигнал с два пушечни изстрела, но отговор не последва. На разсъмване Колумб начело на голяма група слиза на брега, но не намира нито форт, нито хора – само следи от пожарища и трупове. Причините за гибелта на испанците оставят неизяснени, но вероятно смъртта им е вследствие на причинените от тях грабежи и насилия. През януари 1494 Колумб построява град на изток от изгорения форт и го назовава Изабела. На разузнаване във вътрешността на острова е изпратен отряд начело с Алонсо де Охеда, който се връща след няколко дни с известието, че островът е гъсто населен с мирни индианци и че там има богати златни находища. В търсене на тези находища от 12 до 29 март сам Колумб възглавява поход във вътрешността, като пресича планината Кордилера Сентрал. При завръщането си в Изабела го очаква неприятно известие: голяма част от хранителните припаси са станали негодни поради топлия климат и върлува епидемия от жълта треска. Поради тези причини решава да остави на Испаньола пет кораба и около 500 души, а останалите 12 кораба и хората се отправят обратно за Испания.
След като оставя силен гарнизон в Изабела под командването на брат си Диего, на 24 април 1494 г. с три кораба поема на запад. На 29 април достига нос Майси и се движи покрай югоизточното крайбрежие на Куба. На 1 май открива тесния и дълбок залив Гуантанамо (19°57′ с. ш. 75°08′ з. д. / 19.95° с. ш. 75.133333° з. д.) и продължава на запад недалеч от брега, покрай който се простира планината Сиера Маестра до нос Крус (19°50′ с. ш. 77°44′ з. д. / 19.833333° с. ш. 77.733333° з. д.), от който завива на юг и на 5 май 1494 г. открива остров Ямайка. Плава на запад покрай северния бряг на острова, достига до около 78° з.д. и на 14 май се завръща при нос Крус. От там флотилията от три кораба бавно плава на запад покрай южния бряг на Куба. Открити са големия и плитък залив Гуанакаябо, архипелага Хардинес де ла Рейна (22 май), Залива на свинете (26 май, 81° 10` з.д.), полуостров Сапата (27 май, 22°20′ с. ш. 82°02′ з. д. / 22.333333° с. ш. 82.033333° з. д.) и на 3 юни акостират на северния бряг на залива Батабано, на 82° 18` з.д. На 12 юни, при 84° з.д. морето става много плитко и Колумб, опасявайки се от засядане на рифове, решава да се връща, освен това корабите започват да пропускат вода, матросите роптаят и провизиите са на изчерпване. По този начин адмиралът стига само на 100 km от най-западната точка на Куба – нос Сан Антонио, като открива и изследва около 1700 km от южното крайбрежие на Куба. Завивайки на изток, на 13 юни, на 21°40′ с. ш. 82°50′ з. д. / 21.666667° с. ш. 82.833333° з. д., открива остров Пинос (Исла де ла Хувентуд, 2200 km²) и престоява там около две седмици за почивка на екипажа. От 25 юни до 18 юли се връща почти по същия път до нос Крус и отново завива на юг към Ямайка, където пристига на 22 юли. Открива и изследва западния и южния бряг на острова до 19 август, а на следващия ден достига до югозападния нос на остров Хаити – нос Сан Мигел. От 19 август до 15 септември 1494 Колумб изследва южния бряг на Испаньола, на 24 септември открива остров Мона (18°05′ с. ш. 67°53′ з. д. / 18.083333° с. ш. 67.883333° з. д., 57 km²) и на 29 септември се връща в Изабела изморен и тежко болен.

#### Завоюване на „Испаньола“
По време на 5-месечното му отсъствие от Испаньола от Испания пристигат 3 кораба, командвани от другия му брат Бартоломей, с войски и припаси. Отряди от новопристигналите войници грабят и насилват местните индианци, които отговарят също с насилие. Във връзка с това през март 1495 г. Колумб предприема с 200 войници, 20 коня и 20 кучета експедиция във вътрешността на острова за неговото покоряване. Индианците имат числено превъзходство, но имат първобитно оръжие и нямат тактика при сраженията. Колумб действа с неголеми отряди на открити местности, където има възможност да се включи конница. Девет месеца продължава наказателната операция и в крайна сметка островът е почти покорен. Поради нездравословния климат на северното крайбрежие испанските колонисти напускат Изабела и се прехвърлят на южното, където през 1495 г. Бартоломей Колумб основава град Санто Доминго – първия официално обявен град в Америка и сегашна столица на Доминиканската република.
През 1495 г. е издаден указ на краля, разрешаващ на всеки испански поданик да се преселва в новооткритите земи, ако внася в хазната 2/3 от добитото злато. Със същия указ се разрешава на всеки предприемач да организира експедиции за откриване на нови земи и да добива злато, с изключение на Испаньола. Разтревожен от нарушаване на дадените му от краля и кралицата права да открива нови земи, Колумб напуска Испаньола на 10 март и на 11 юни 1496 г. се завръща в Кастилия.

### Трета експедиция (1498 – 1499)
С големи усилия Колумб успява да събере средства за организиране на трета експедиция. Тя се състои този път само от шест кораба и около 300 души екипаж. Малко са желаещите доброволци да пътуват с „адмирала-неудачник“ и той моли краля да пусне на свобода от затворите крадци и престъпници, които попълват екипажа му.

#### Откриване на Тринидад и Южна Америка
На 30 май 1498 г. флотилията отплава от устието на река Гуадалкивир и достига до Канарските о-ви. Там Колумб изпраща три от корабите директно за Испаньола, а с останалите три тръгва в югозападна посока и се спуска далеч на юг до около 9 – 10° с.ш. На 31 юли 1498 г. открива остров Тринидад (10°26′ с. ш. 61°16′ з. д. / 10.433333° с. ш. 61.266667° з. д., 4828 km²) и проследява южното му крайбрежие до нос Икакос (най-югозападната точка на острова). На 1 август с попътен вятър навлиза от юг в залива Пария и установява, че водата в залива е сладка. По този начин разбира, че тук се влива голяма река. Продължава през залива на север, на 5 август открива полуостров Пария (10°40′ с. ш. 62°25′ з. д. / 10.666667° с. ш. 62.416667° з. д.) и продължава на запад покрай южния му бряг, докато не достига до най-западната част на залива, след което завива на югоизток, открива най-западния ръкав от делтата на Ориноко, заобикаля п-ов Пария и на 12 август навлиза в Карибско море. Следващите два дни проследява северния бряг на полуострова, на 14 август открива о-вите Лос Тестигос (11°23′ с. ш. 63°07′ з. д. / 11.383333° с. ш. 63.116667° з. д.) и п-ов Арая, а на 15 август – остров Маргарита (11°00′ с. ш. 64°10′ з. д. / 11° с. ш. 64.166667° з. д.). От острова Колумб тръгва право на север и на 20 август акостира в пристанището на Санто Доминго в Испаньола. След като анализира своите открития по време на третото си плаване и наличието на огромно количество прясна вода в залива Пария, Колумб стига до извода, че бреговете, които е открил, вероятно са част от нов голям континент. По този начин той поставя началото на откриването и изследването на Южна Америка.

#### Метеж на „Испаньола“ и депортиране в Испания
При пристигането си на Испаньола Колумб намира пълен хаос. Колонистите отказват да признаят властта на началниците, назначени от него. Арестували са брат му Бартоломей. Шири се пълна разруха, индианците са избивани поголовно или са заставяни да работят като роби в плантациите. Метежът на заселниците приключва с компромиси от страна на Колумб. На всеки метежник е дадено голямо количество земя, за обработката на която са прикрепени определено количество индианци. Въпреки всичко кралската хазна продължава да получава нищожно количество доходи от колонията. По същото това време Васко да Гама открива истинския път до Индия и става ясно, че земите, открити от Колумб, нямат нищо общо с богатата Индия. Колумб е наричан празноглавец и измамник и по негов адрес започват да се сипят доноси и обвинения за укриване на кралски доходи. На 17 декември 1499 г. кралят отменя монопола, даден му от него за откриването на нови земи, от което веднага се възползват спътниците му, които стават негови съперници.
През 1500 г. на Испаньола е изпратен специалният кралски пълномощник с неограничени права Франсиско Бовадиля. Той взема цялата власт в ръцете си, отнема от адмирала всичките му вещи, документи и пари, и го арестува. Освен него арестува и двамата му братя, оковава ги във вериги и ги хвърля в затвора. След двумесечен процес съдът издава заключение, че Колумб и братята му са неспособни да управляват страната и в обвинения в тирания и бруталност спрямо местното население, след което са депортирани в Испания, където пристигат през октомври 1500 г. При пристигането си заинтересованите финансисти съумяват да „мобилизират общественото мнение“ в полза на разжалвания и унижен адмирал. Кралят и кралицата заповядват неговото освобождаване и писмено му изразяват своето съчувствие, като обещават да му върнат правата, но това никога не се случва.

### Четвърта експедиция (1502 – 1504)
След като е оправдан през есента на 1501 г., Колумб започва организирането на нова експедиция, целта на която е намирането на проток, който ще го отведе до п-ов Малака и от там до Индия. Този път успява да оборудва само четири кораба със 150 души екипаж и на 11 май 1502 г. флотилията отплава на запад.

#### Откриване на Карибите и Централна Америка
На 15 юни открива остров Мартиника (14°40′ с. ш. 61°00′ з. д. / 14.666667° с. ш. 61° з. д., 1128 km²), а петнадесет дни по-късно, на 29 юни, достига Санто Доминго, но не е допуснат от управителя Николас Овандо да акостира в пристанището. В средата на юли продължава на запад покрай бреговете на Испаньола и Ямайка, завива на югозапад и на 30 юли достига до Хондураския залив при остров Гуанаха (116°28′ с. ш. 85°54′ з. д. / 16.466667° с. ш. 85.9° з. д.). От 1 август до 14 септември открива северното крайбрежие на Хондурас от 86° 01` з.д. до 83° 08` з.д., където брегът остро завива на юг. От 14 до 25 септември открива източното крайбрежие на Никарагуа и североизточното на Коста Рика („Богат бряг“) и престоява в залива Уерта до 5 октомври. Тук Колумб установява дружески връзки с местните индианци, с които разменя дреболии за злато, откъдето произлиза и даденото от него име.
На 5 октомври продължава на югоизток и същия ден на 82° з.д. открива лагуната Чирики, където престоява 10 дни. От местните индианци Колумб научава, че страната се нарича Панама, и че от другата страна се намира голямо море. На 17 октомври флотилията продължава на изток, но скоро брегът завива на североизток и на 2 ноември корабите спират в залива Портобело (9°33′ с. ш. 79°40′ з. д. / 9.55° с. ш. 79.666667° з. д.), където престояват седмица. След това продължават на изток и достигат до залива Ескрибанос (79° 10` з.д.), където престояват до 26 ноември. По това време на годината в района започват да духат североизточните пасати и по-нататъшното придвижване на изток е невъзможно и Колумб заповядва да се връщат обратно. На 5 декември отново хвърлят котва в Портобело, но скоро го напускат и на 25 декември откриват залива Лимон, който след 400 години ще стане северния вход на Панамския канал. Там престояват до 1 януари 1503 г., продължават на запад и на 6 януари откриват устието на златоносната река Верагуа (80° 52` з.д.). В устието на реката Колумб престоява почти три и половина месеца и загубва един от корабите си. На 16 април ветровете стават северозападни и оредялата флотилия отново поема на изток. В Портоболо изоставят още един от корабите поради негодността му, и с големи трудности на 1 май 1503 г. достига до нос Тибурон (8°40′ с. ш. 77°22′ з. д. / 8.666667° с. ш. 77.366667° з. д.). След като се убеждава, че този район е вече посещаван от европейците (през 1501 г. от Родриго де Бастидас), поема на север към Ямайка. На 10 май 1503 г., на северозапад от Ямайка открива Каймановите о-ви, а след това в упорита борба с насрещните ветрове и течения, с едва държащите се на вода два кораба достига до Ямайка на 25 юни.

#### Връщане в Испания
След като достига до Ямайка с потъващите си кораби, Колумб изпраща до Испаньола (около 200 km) с испанска пирога Диего Мендес с трима моряка и гребци индианци с молба до Николас Овандо да му изпрати кораб на помощ. Помощта обаче се забавя много и едва в края на юни 1504 г. пристига кораб, с който на 29 юни Колумб окончателно напуска Ямайка и след кратък престой в Санто Доминго на 7 ноември 1504 г. се завръща тежкоболен в Испания.

## Последни години (1505 – 1506)
През май 1505 г., пооправил се малко от болестта, Колумб тръгва към Сеговия, където тогава се намира кралският двор, но кралят не уважава неговите искания и протака решението си. На 19 май 1506 г. във Валядолид, Колумб написва и заверява пред нотариус своето завещание и на следващия ден умира.
След смъртта му семейството завежда съдебно дело срещу короната проточило се почти 20 години, от което наследниците му се сдобили със значителни богатства и имущество.

## Памет
На името на Христофор Колумб са наименувани голямо количество географски обекти по всички краища на света. Неговото име носят 14 града и плато в САЩ, планина, провинция, езеро и нос в Канада, ледник в Аляска, подводна падина в Карибско море, държава в Южна Америка и река в Северна Америка.
На Христофор Колумб е наречена улица в кварталите „7-и – 11-и километър“, „Къро“ и „Дружба“ в София (Карта).

## Значение на делото му
Спорът кой всъщност е бил Христофор Колумб и наистина ли точно той е открил Америка, а не викингите или някой друг, вероятно ще продължава още с десетилетия. Мнозина индианци обаче смятат, че „откривателят“ им, който и да е бил, е донесъл на коренното население на континента неизброими беди – болести, смърт, мизерия.
Тютюнът е бил открит от Христофор Колумб през 1492 г., когато стъпил в Новия свят. Двама от неговите моряци го занесли в Испания. Дълго време инквизицията задържала разпространението на тютюн в Европа, като обвинявала пушачите в магьосничество.
Предполага се, че Европа за първи път се е запознала с каучука след една от експедициите на Христофор Колумб през 1496 г. Сред многото екзотични предмети неговите моряци донесли и не особено гладки, но отскачащи при удар топки, които жителите на Хаити използвали като играчки.
Първият европеец, усетил вкуса на ванилията, е Христофор Колумб. Испанските конкистадори на Ернан Кортес обаче пренасят ванилията в Европа през XV век. Тя много бързо намира популярност на Стария континент.
Според една от легендите известният мореплавател и изследовател Христофор Колумб никога не бил опитвал месо, изпечено направо върху горещи въглени. Когато пристига на Карибите в края на XV век, Колумб открива, че местното племе тайно приготвя уловените риба и дивеч, като ги поставя върху специално изработена дървена поставка над огъня и по този начин месото се опушва и изпича. Колумб бил силно впечатлен от вкуса на приготвения специалитет. Местните наричали този начин на готвене „барбакоа“. Със завръщането си в Европа испанските завоеватели донасят със себе си и новия метод за готвене, наречен „барбакоа“. Новата технология за приготвяне на месото заедно със своето название бързо се разпространява из Европа.

### Дискусии за делото му
В последните години бяха издадени многобройни книги, предназначени да дадат по-точно тълкуване на историята и да разрушат дълго поддържаните митове. Например, един от най-любимите исторически митове е, че Христофор Колумб бил отплавал на запад от Европа, за да докаже, че Земята е кълбовидна. Биографът на Колумб, Елиът Морисън описва разказа като „чиста фантасмагория“.
В годината, в която Колумб отплава към Америка, Мартин Бехайм от Нюрнберг, Германия, създава земен глобус. Никой не прави глобус, ако вярва, че Земята е плоска.
Дебатът в дните на Колумб не е бил дали Земята е плоска или кълбовидна. „Въпросът е бил ширината на океана; и именно тук противниците му са били прави.“ Колумб е подценил обиколката на Земята и ширината на океана с доста мили. На пътя му се е оказала Америка и тя е съкратила това, което иначе щеше да бъде много дълго и почти невъзможно пътуване: мнението на образованите в дните на Колумб е било, че земята е сфера с обиколка около 38 616 km. Следователно, тъй като Китай е на около 12 872 km на изток, здравият разум е сочел за непрактично да се плава 25 744 km на запад, за да се достигне до Ориента. Ето защо Колумб е имал толкова трудности в намирането на съмишленици.
Колумб изчислил обиколката на Земята на около 28 962 km, а също така е повярвал на преувеличената оценка на Птолемей за разстоянието до източния бряг на Азия. Съчетавайки тези две грешки, той стига до заключението, че Япония отстои на около 4827 km на запад от Канарските острови. Колумб допуска и някои допълнителни грешки. Той е вярвал, че дължината на градуса е 91,16 km, когато всъщност точната стойност е почти 111 km при Екватора. Възможно е, ако Колумб е бил правилно осведомен за обиколката на Земята и дължината на градуса, той да си е останал вкъщи!
Погрешните изчисления на Птолемей са били „щастлива грешка“. Защото те са насърчили мореплаватели като Колумб и Кабот да вярват, че Атлантическият океан може да се прекоси за кратко време.